# Patriarcado de Peć
O Patriarcado sérvio de Peć (sérvio: Српска патријаршија у Пећи, Srpska patrijaršija u Peci), ou Patriarcado de Peć (sérvio: Пећка патријаршија, Pecka patrijaršija ), é uma Igreja Ortodoxa autocéfala histórica que existiu nos períodos de 1346-1463 e 1557-1766, com sede no Mosteiro Patriarcal de Peć.  Tinha jurisdição eclesiástica sobre os cristãos ortodoxos nas terras sérvias e outras regiões ocidentais do sudeste da Europa.

## História
Foi criado com base nas quatro antigas dioceses búlgaras, não canonicamente separadas, da Ráscia, Lipljan, Prisreno, Sirmio, da Arquidiocese de Ocrida. Essas antigas dioceses búlgaras foram adicionadas por Sava da Sérvia ao recém-estabelecido Arcebispado autocéfalo sérvio (1219), a fim de converter os Bogomilos em terras sérvias ao cristianismo ortodoxo.
Em 16 de abril de 1346, o Tsar Estêvão Uresis IV estabelece seu novo Patriarcado em Skopje, em um Conselho Eclesiástico (Sobor), onde o Arcebispo sérvio, Joanício II, foi elevado a Patriarca e e sua Sé foi estabelecida no Mosteiro de Peć. Foi anatematizado pelo Patriarcado de Constantinopla, mas em 1557 foi reconstruído pelo sultão otomano para combater a propaganda católica romana na Dalmácia e sobreviveu até 1766.

## Jurisdição

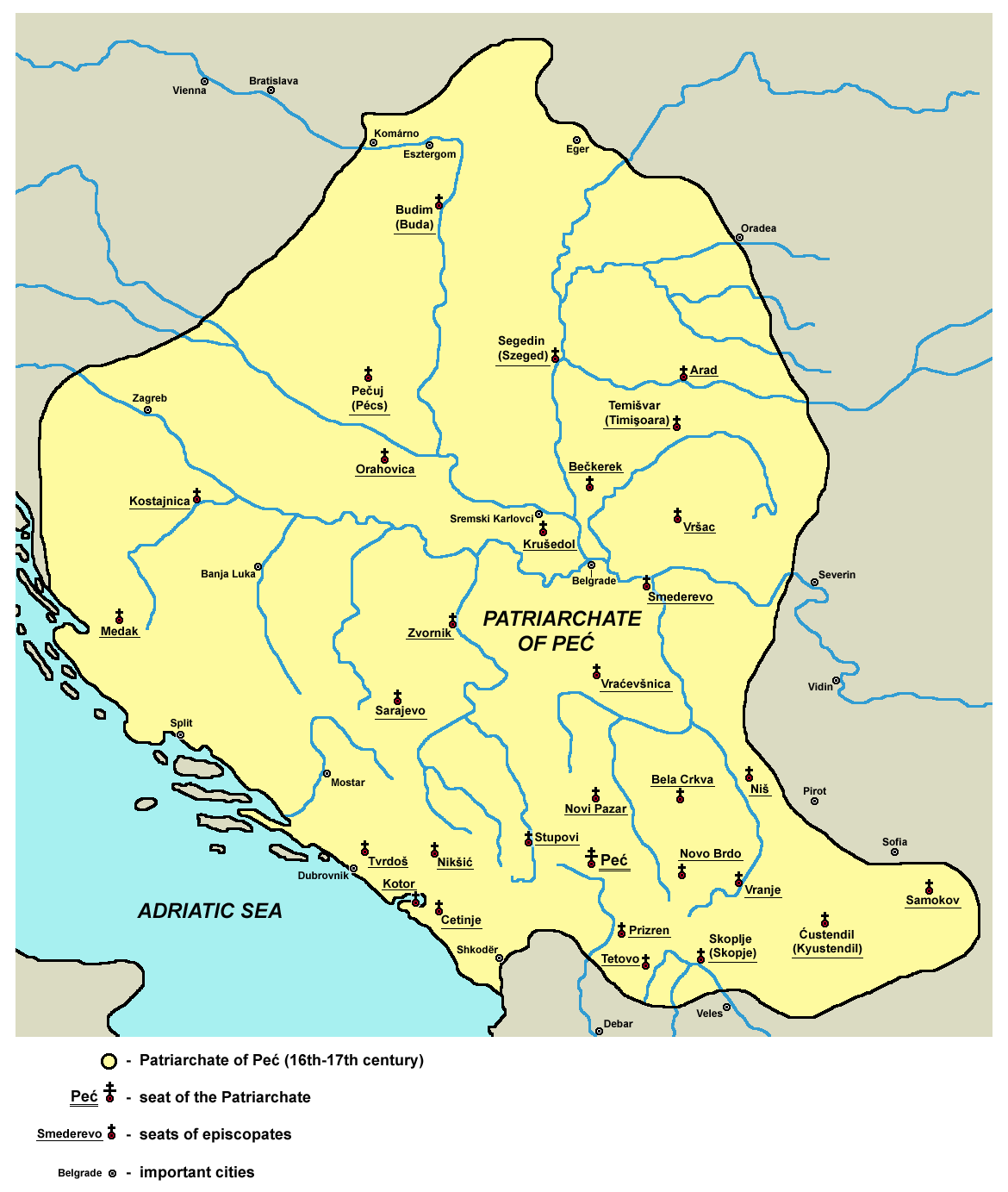
Diocese nos séculos XVI e XVII.

O território sob a jurisdição do Patriarcado de Peć cobria a Sérvia Morávia, Banato e Transilvânia.
As terras búlgaras ocidentais foram incluídas na diocese, incluindo aquelas em que Kyustendil, Samokov, Mosteiro de Rila, Mekhomia e Bansko estão localizados hoje. Além disso, o Patriarcado controlava as terras do atual Kosovo e da Macedônia do Norte.

## Patriarcas

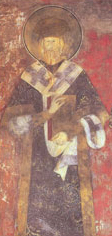
Joanício II, primeiro Patriarca sérvio.